# Paraleprodera vicina
Paraleprodera vicina är en skalbaggsart som beskrevs av Stefan von Breuning 1940. Paraleprodera vicina ingår i släktet Paraleprodera och familjen långhorningar. Inga underarter finns listade i Catalogue of Life.